# Cal Bep del Felip
Cal Bep del Felip és un edifici de Granyena de les Garrigues (Garrigues) que forma part de l'Inventari del Patrimoni Arquitectònic de Catalunya. Possiblement s'edificà a principis del segle xx; fou construïda per l'avi de l'anterior propietària, Lola Farré.

## Descripció
És una casa pairal de planta quadrada distribuïda en planta baixa, dos pisos i terrat. Tot l'edifici guarda unes proporcions i regularitat estrictes. Les obertures estan totes alineades: a la planta baixa hi ha tres portes d'arc de mig punt on la central té una motllura acanalada i la dreta un motiu floral a la clau; el primer pis té un balcó corregut amb tres obertures que tenen unes motllures llises de formes ondulants a la llinda; al segon pis hi ha tres finestres amb motllures semblants a les del pis inferior però més geometritzades i amb menys relleu. El remat de l'edifici el fa el terrat, amb una balustrada de pedra que ocupa tota l'amplada i una petita torre central de teulada a quatre aigües molt punxeguda. La façana és arrebossada, dibuixant carreus i blocs de pedra en les cantonades i perfil de les portades de planta baixa.